# 奧蘭航空
奧蘭航空是一間總部位於芬蘭奧蘭群島瑪麗港機場的省級航空公司。提供定斯航班服務由奧蘭群島至赫爾辛基和斯德哥爾摩。航空公司的基地為瑪麗港機場。

## 歷史
航空公司在2005年1月14日成立，初時航空公司已經在瑪麗港機場設立基地並提供定期航班。航空公司的目標是保持有一個良好的空中交通服務質量，並以低票價提供服務前往瑞典和芬蘭。航空公司在2005年10月29日開始營運。

## 目的地
在2011年8月，奧蘭航空並有以下目的地：
- 芬蘭
  - 赫爾辛基：赫爾辛基－萬塔機場
- 瑞典
  - 斯德哥爾摩：斯德哥爾摩－阿蘭達機場
- 奧蘭群島
  - 瑪麗港：瑪麗港機場樞紐機場

## 機隊
在2010年10月10日，奧蘭航空並有以下飛機：
- 2 薩博340A （由Nextjet提供服務）

## 外部連結
- 官方網站 （页面存档备份，存于）（文）（瑞典文）（英文）
- 航空公司機隊